# Adelaide International 2025 - Qualificazioni singolare femminile
Le qualificazioni del singolare dell'Adelaide International 2025 sono un torneo di tennis preliminare per accedere alla fase finale della manifestazione disputate il 4 e 5 gennaio 2025. Le vincitrici dell'ultimo turno sono entrate di diritto nel tabellone principale. In caso di ritiro di una o più giocatrici aventi diritto sono subentrati i Lucky loser, ossia le giocatrici che hanno perso nell'ultimo turno ma che avevano una classifica più alta rispetto alle altre partecipanti che avevano comunque perso nel turno finale.

## Teste di Serie
1. Anastasija Pavljučenkova (spostata nel tabellone principale)
2. Leylah Fernandez (qualificata)
3. Maria Sakkarī (ultimo turno, lucky loser)
4. Wang Xinyu (qualificata)
5. Marie Bouzková (qualificata)
6. Kateřina Siniaková (qualificata)

1. Peyton Stearns (qualificata)
2. Kamilla Rachimova (ultimo turno)
3. Moyuka Uchijima (primo turno)
4. Ashlyn Krueger (ultimo turno, lucky loser)
5. Sorana Cîrstea (primo turno)
6. Irina-Camelia Begu (ultimo turno)

## Qualificate
1. Belinda Bencic
2. Leylah Fernandez
3. Peyton Stearns

1. Wang Xinyu
2. Marie Bouzková
3. Kateřina Siniaková

### Lucky losers
1. Maria Sakkarī

1. Ashlyn Krueger

## Tabellone

### Legenda
| - Q = Qualificato - WC = Wild card - LL = Lucky loser | - ALT = Alternate - SE = Special Exempt - PR = Protected Ranking | - w/o = Walkover - r = Ritirato - d = Squalificato |

### Sezione 1
|  | Primo turno | Primo turno     | Primo turno     | Primo turno | Primo turno |  |  | Secondo turno | Secondo turno   | Secondo turno   | Secondo turno | Secondo turno |  |
|  |             |                 |                 |             |             |  |  |               |                 |                 |               |               |  |
|  | Alt         | Guo Hanyu       | Guo Hanyu       | 3           | 3           |  |  |               |                 |                 |               |               |  |
|  |             | Laura Siegemund | Laura Siegemund | 6           | 6           |  |  |               | Laura Siegemund | Laura Siegemund | 2             | 3             |  |
|  | WC          | Belinda Bencic  | Belinda Bencic  | 6           | 6           |  |  | WC            | Belinda Bencic  | Belinda Bencic  | 6             | 6             |  |
|  | 9           | Moyuka Uchijima | Moyuka Uchijima | 2           | 3           |  |  |               |                 |                 |               |               |  |

### Sezione 2
|  | Primo turno | Primo turno        | Primo turno        | Primo turno | Primo turno |  |  | Secondo turno | Secondo turno      | Secondo turno      | Secondo turno | Secondo turno |  |
|  |             |                    |                    |             |             |  |  |               |                    |                    |               |               |  |
|  | 2           | Leylah Fernandez   | Leylah Fernandez   | 6           | 7           |  |  |               |                    |                    |               |               |  |
|  | PR          | Jodie Burrage      | Jodie Burrage      | 3           | 62          |  |  | 2             | Leylah Fernandez   | Leylah Fernandez   | 6             | 6             |  |
|  | WC          | Kaylah McPhee      | Kaylah McPhee      | 2           | 2           |  |  | 12            | Irina-Camelia Begu | Irina-Camelia Begu | 3             | 1             |  |
|  | 12          | Irina-Camelia Begu | Irina-Camelia Begu | 6           | 6           |  |  |               |                    |                    |               |               |  |

### Sezione 3
|  | Primo turno | Primo turno    | Primo turno    | Primo turno | Primo turno |  |  | Secondo turno | Secondo turno  | Secondo turno | Secondo turno | Secondo turno |  |
|  |             |                |                |             |             |  |  |               |                |               |               |               |  |
|  | 3/WC        | Maria Sakkarī  | 6              | 4           |             |  |  |               |                |               |               |               |  |
|  | PR          | Zheng Saisai   | 2              | 0           | r           |  |  | 3/WC          | Maria Sakkarī  | 4             | 7             | 3             |  |
|  |             | Malene Helgø   | Malene Helgø   | 2           | 1           |  |  | 7             | Peyton Stearns | 6             | 610           | 6             |  |
|  | 7           | Peyton Stearns | Peyton Stearns | 6           | 6           |  |  |               |                |               |               |               |  |

### Sezione 4
|  | Primo turno | Primo turno        | Primo turno   | Primo turno | Primo turno |  |  | Secondo turno | Secondo turno     | Secondo turno     | Secondo turno | Secondo turno |  |
|  |             |                    |               |             |             |  |  |               |                   |                   |               |               |  |
|  | 4           | Wang Xinyu         | Wang Xinyu    | 7           | 6           |  |  |               |                   |                   |               |               |  |
|  |             | Tatjana Maria      | Tatjana Maria | 5           | 4           |  |  | 4             | Wang Xinyu        | Wang Xinyu        | 6             | 6             |  |
|  |             | Jaqueline Cristian | 6             | 5           | 2           |  |  | 8             | Kamilla Rachimova | Kamilla Rachimova | 3             | 1             |  |
|  | 8           | Kamilla Rachimova  | 1             | 7           | 6           |  |  |               |                   |                   |               |               |  |

### Sezione 5
|  | Primo turno | Primo turno             | Primo turno    | Primo turno | Primo turno |  |  | Secondo turno | Secondo turno  | Secondo turno | Secondo turno | Secondo turno |  |
|  |             |                         |                |             |             |  |  |               |                |               |               |               |  |
|  | 5           | Marie Bouzková          | 2              | 7           | 6           |  |  |               |                |               |               |               |  |
|  |             | Gabriella Da Silva-Fick | 6              | 5           | 2           |  |  | 5             | Marie Bouzková | 3             | 6             | 6             |  |
|  |             | Jule Niemeier           | Jule Niemeier  | 6           | 6           |  |  |               | Jule Niemeier  | 6             | 1             | 2             |  |
|  | 11          | Sorana Cîrstea          | Sorana Cîrstea | 4           | 2           |  |  |               |                |               |               |               |  |

### Sezione 6
|  | Primo turno | Primo turno        | Primo turno        | Primo turno | Primo turno |  |  | Secondo turno | Secondo turno      | Secondo turno | Secondo turno | Secondo turno |  |
|  |             |                    |                    |             |             |  |  |               |                    |               |               |               |  |
|  | 6           | Kateřina Siniaková | Kateřina Siniaková | 7           | 6           |  |  |               |                    |               |               |               |  |
|  |             | Cristina Bucșa     | Cristina Bucșa     | 5           | 0           |  |  | 6             | Kateřina Siniaková | 6             | 2             | 6             |  |
|  | WC          | Ajla Tomljanović   | Ajla Tomljanović   | 5           | 4           |  |  | 10            | Ashlyn Krueger     | 3             | 6             | 2             |  |
|  | 10          | Ashlyn Krueger     | Ashlyn Krueger     | 7           | 6           |  |  |               |                    |               |               |               |  |